# Kasachische Eishockeymeisterschaft 2001/02
Die Saison 2001/02 war die zehnte Spielzeit der kasachischen Eishockeyprofiliga. Es nahmen acht Vereine am Wettbewerb teil. Den Titel des Kasachischen Meisters sicherte sich zum insgesamt neunten Mal Kaszink-Torpedo Ust-Kamenogorsk. Ust-Kamenogorsk gewann damit zum dritten Mal in Folge den Meistertitel. Parallel wurde zum ersten Mal der Kasachische Eishockeypokal ausgetragen, den ebenfalls Ust-Kamenogorsk gewann und damit das Double perfekt machte.

## Modus
Die letztlich sieben Teilnehmer spielten in einer Vierfachrunde, so dass jede Mannschaft auf die Anzahl von 24 Spielen kam. Die Mannschaft mit den meisten Punkten sicherte sich am Ende die Meisterschaft.
Für einen Sieg in der regulären Spielzeit von 60 Minuten erhielt eine Mannschaft zwei Punkte, der unterlegene Gegner ging leer aus. Bei einem Unentschieden erhielt jede Mannschaft einen Punkt.

## Abschlusstabelle
Nach Ablauf der 24 Runden sicherte sich Kaszink-Torpedo Ust-Kamenogorsk souverän den Meistertitel. Die Mannschaft gewann 23 ihrer 24 Partien und verteidigte damit den Titel. Zum dritten Mal in Folge wurde Barys Astana Vizemeister, aufgrund des besseren direkten Vergleichs gegenüber dem punktgleichen Gornjak Rudny. Auf den hinteren Plätzen fanden sich Jenbek Almaty, HK ZSKA Temirtau, Jessil Petropawlowsk und Junost Karaganda. Der neu gegründete HK Irtysch Pawlodar stieg nach zehn absolvierten Spielen aus der Meisterschaft aus.
Kaszink-Torpedo Ust-Kamenogorsk spielte im Saisonverlauf parallel in der zweitklassigen russischen Wysschaja Liga. Die zweite Mannschaft Ust-Kamenogorsks lief in der drittklassigen russischen Perwaja Liga auf. Darüber hinaus nahm Kaszink-Torpedo Ust-Kamenogorsk am IIHF Continental Cup in der Saison 2001/02 teil und erreichte dabei erneut die zweite Runde.
Abkürzungen: Sp = Spiele, S = Siege, U = Unentschieden, N = Niederlagen, Pkt = Punkte
|                                 | Sp | S  | U | N  | Tore    | Pkt   |
| ------------------------------- | -- | -- | - | -- | ------- | ----- |
| Kaszink-Torpedo Ust-Kamenogorsk | 24 | 23 | 0 | 1  | 244:046 | 46:02 |
| Barys Astana                    | 24 | 17 | 1 | 6  | 144:064 | 35:13 |
| Gornjak Rudny                   | 24 | 17 | 1 | 6  | 139:042 | 35:13 |
| Jenbek Almaty                   | 24 | 12 | 0 | 12 | 114:101 | 24:24 |
| HK ZSKA Temirtau                | 24 | 9  | 0 | 15 | 094:130 | 18:30 |
| Jessil Petropawlowsk            | 24 | 4  | 1 | 19 | 033:205 | 09:39 |
| Junost Karaganda                | 24 | 0  | 1 | 23 | 024:204 | 01:47 |
| HK Irtysch Pawlodar             | –  | –  | – | –  | 0–:0–   | 0–:0– |

## Auszeichnungen
| Auszeichnung                             | Spieler           | Team                            |
| ---------------------------------------- | ----------------- | ------------------------------- |
| Wertvollster Spieler (Journalisten-Wahl) | Sergei Alexandrow | Kaszink-Torpedo Ust-Kamenogorsk |